# Knappton
Knappton az Amerikai Egyesült Államok északnyugati részén, Washington állam Pacific megyéjében elhelyezkedő kísértetváros.
Knappton postahivatala 1871 és 1943 között működött. A település névadója J. B. Knapp gyártulajdonos.

## Fordítás
- Ez a szócikk részben vagy egészben  a   Knappton, Washington című angol Wikipédia-szócikk ezen változatának fordításán alapul.  Az eredeti cikk szerkesztőit annak laptörténete sorolja fel. Ez a jelzés csupán a megfogalmazás eredetét és a szerzői jogokat jelzi, nem szolgál a cikkben szereplő információk forrásmegjelöléseként.